# Goodies (George Benson)
| Recensione | Giudizio |
| ---------- | -------- |
| AllMusic   |          |

Goodies è un album del chitarrista jazz statunitense George Benson, pubblicato dalla Verve Records nel marzo del 1969.

## Tracce

### LP
(1969, Verve Records, V6-8771)
Lato A
1. I Remember Wes (Strumentale) – 3:50 (musica: George Benson) – Registrato il 18 novembre 1968
2. Carnival Joys (Strumentale) – 3:50 (musica: George Benson) – Registrato il 18 novembre 1968
3. You Make Me Feel Like a Natural Woman (Strumentale) – 4:40 (testo: Gerry Goffin, Jerry Wexler – musica: Carole King) – Registrato il 19 novembre 1968
4. That Lucky Old Sun (Just Rolls Around Heaven All Day) – 3:37 (testo: Haven Gillespie – musica: Beasley Smith) – Registrato il 19 novembre 1968
5. Julie (Strumentale) – 3:10 (Les Reed, Barry Mason) – Registrato il 18 novembre 1968

Durata totale: 19:07
Lato B
1. Windmills of Your Mind (Strumentale) – 5:00 (testo: Marilyn Bergman, Alan Bergman – musica: Michel Legrand) – Registrato il 19 novembre 1968
2. Doobie, Doobie Blues (Strumentale) – 5:10 (musica: George Benson) – Registrato il 19 novembre 1968
3. Song for My Father (Strumentale) – 4:45 (testo: Jon Hendricks – musica: Horace Silver) – Registrato il 19 novembre 1968
4. People Get Ready (Strumentale) – 4:10 (Curtis Mayfield) – Registrato il 18 novembre 1968

Durata totale: 19:05

## Musicisti
I Remember Wes / Carnival Joys / You Make Me Feel Like a Natural Woman / Julie / Song for My Father / People Get Ready
- George Benson – chitarra
- Clark Terry – tromba
- Garnett Brown – trombone
- Arthur Clarke – sassofono tenore
- George Marge – sassofono tenore, flauto
- Buddy Lucas – armonica
- Paul Griffin – pianoforte, celeste
- Chuck Rainey – basso fender
- Leo Morris – batteria
- Jack Jennings – congas, vibrafono
- The Sweet Inspirations (gruppo vocale) – cori (in: You Make Me Feel Like a Natural Woman e People Get Ready)
- The Winston Collymore Strings – strumenti ad arco
- Horace Ott – arrangiamenti, conduttore musicale

That Lucky Old Sun / Windmills of Your Mind / Doobie, Doobie Blues
- George Benson – chitarra, voce (in: That Lucky Old Sun)
- Clark Terry – tromba
- Garnett Brown – trombone
- Arthur Clarke – sassofono tenore
- George Marge – sassofono tenore, flauto
- Buddy Lucas – armonica
- Paul Griffin – pianoforte, celeste
- Bob Cranshaw – basso fender
- Jimmy Johnson Jr. – batteria
- Jack Jennings – congas, vibrafono
- The Sweet Inspirations (gruppo vocale) – cori
- The Winston Collymore Strings – strumenti ad arco
- Horace Ott – arrangiamenti, conduttore musicale[3]

### Produzione
- Esmond Edwards – produzione
- Horace Ott – arrangiamenti, conduttore musicale
- Registrazioni effettuate nel novembre del 1968 al A&R Studios, New York City, New York
- Val Valentin – direzione delle registrazioni
- Don Han – ingegnere delle registrazioni
- Barton Beneš – art design copertina album originale
- Dick Smith – grafica copertina album originale
- Stephen Stuart – foto copertina album originale
- Del Shields – note retrocopertina album originale[4]